# Carlos Bernardo Moreno
Carlos Bernardo Moreno, född 28 oktober 1967, är en friidrottare från Chile. Han deltog vid olympiska sommarspelen 1988.